# Сент-Джон, Джордж, 3-й виконт Болингброк
Джордж Ричард Сент-Джон, 3-й виконт Болингброк, 4-й виконт Сент-Джон (англ. George Richard St John, 3rd Viscount Bolingbroke, 4th Viscount St John; 5 марта 1761 — 11 декабря 1824) — британский пэр и политик. Он был известен как Достопочтенный Джордж Сент-Джон с 1761 по 1787 год.

## Происхождение и образование
Родился 5 марта 1761 года. Старший сын Фредерика Сент-Джона, 2-го виконта Болингброка (1732—1787), и леди Дианы Спенсер (1734—1808), дочерью Чарльза Спенсера, 3-го герцога Мальборо. Сент-Джон получил образование в Итонском колледже в Беркшире и колледже Крайст-Черч в Оксфорде, куда он поступил в 1777 году.

## Карьера
В 1782 году в возрасте 21 года Сент-Джон вошел в британскую Палату общин от Криклейда и представлял избирательный округ в качестве члена парламента до 1784 года.
5 мая 1787 года после смерти своего отца Джордж Ричард Сент-Джон унаследовал титулы 3-го виконта Болингброка в графстве Линкольншир, 3-го барона Сент-Джона из Лидьярд-Трегоза в графстве Уилтшир, 4-го виконта Сент-Джона из Баттерси в графстве Суррей, 4-го барона Сент-Джона из Баттерси в графстве Суррей и 7-го баронета Сент-Джона из Лидьярд-Трегоза в графстве Уилтшир, став членом Палаты лордов Великобритании.

## Личная жизнь
26 февраля 1783 года Джордж Ричард Сент-Джон женился в первый раз на Шарлотте Коллинз (? — 11 января 1803), дочери своего бывшего наставника, преподобного Томаса Коллинза. Дети от первого брака :
- Достопочтенный Джордж Сент-Джон (1786 — 26 мая 1803)
- Генри Сент-Джон, 4-й виконт Болингброк (6 марта 1786 — 1 октября 1851), второй сын и преемник отца.

После рождения этих детей Джордж вступил в сексуальные отношения со своей младшей сводной сестрой Мэри Боклерк (20 августа 1766 — 23 июля 1851). Мэри была близнецом от второго брака их матери с Топхэмом Боклерком, но родилась в 1766 году до их свадьбы в 1768 году. Ребенок Джорджа и Мэри родился в Париже, но некоторое время выдавался дома за ребенка Джорджа и Шарлотты. Шарлотта стремилась спасти свой брак и надеялась с помощью этой уловки уберечь фамилию от позора, а свой брак — от краха. Однако Мэри забеременела во второй раз от Джорджа в 1788 году и родила их второго ребенка, снова во Франции.
В 1789 году Джордж бросил свою жену и законных детей. Он и Мэри вместе с двумя маленькими детьми покинули Британию, чтобы жить вместе на континенте. Они путешествовали под именем «Бартон» и оставили своим семьям инструкции не пытаться их найти. История быстро достигла их круга семьи и влиятельных друзей и была опубликована в The Times (7 июля 1789 года). Мэри родила ему еще двух сыновей, все из которых дожили до совершеннолетия. К маю 1794 года Джордж бросил Мэри и четырех мальчиков ради бельгийской дворянки Изабеллы Шарлотты Антуанетты Софии Хомпеш, баронессы фон Хомпеш. Он убедил ее выйти за него замуж, а затем жить с ним в безвестности сначала на континенте, затем в Великобритании и США.
Мэри Боклерк в 1797 году вышла замуж за англо-немецкого баварского графа Франца фон Дженисона-Валворта (1764—1824), от которого у нее было четверо детей. По крайней мере один из её сыновей от Сент-Джона, Роберт Сент-Джон, которого звали Боб Сент-Джон, был еще жив и очень любим политиком Чарльзом Джеймсом Фоксом и его любовницей, позже женой Элизабет Армистед.
Шарлотта умерла в 1803 году, а 1 августа 1804 года в Нью-Йорке Джордж Сент-Джон законно женился на баронессе Изабелле Шарлотте Антуанетте Софии фон Хомпеш (ок. 1772 — июль 1848) . От своей второй жены он имел законных детей, двух дочерей и двух сыновей:
- Достопочтенный Фердинанд Сент-Джон (16 октября 1804 — 10 октября 1865)
- Достопочтенный Чарльз Роберт Сент-Джон (21 ноября 1807 — 21 января 1844)
- Достопочтенная Изабелла Сент-Джон
- Достопочтенная Антония Сент-Джон

Джордж Сент-Джон скончался 11 декабря 1824 года в возрасте 63 лет в Пизе в Италии во время путешествия, чтобы восстановить здоровье своей дочери . Его титулы унаследовал его старший выживший сын Генри Сент-Джон, 4-й виконт Болингброк, поскольку старший сын Джордж умер в 1803 году незадолго до своей матери.